# Tripanosomosi
La tripanosomosi (abans tripanosomiasi) és el nom de diverses protozoosis en vertebrats causades per protozous del gènere Trypanosoma.
En els éssers humans inclou la tripanosomosi africana i malaltia de Chagas.
Aproximadament 30.000 persones en 36 països de l'Àfrica subsahariana tenen la tripanosomosi africana, que és causada pel Trypanosoma brucei gambiense o pel Trypanosoma brucei rhodesiense. La malaltia de Chagas causa 21.000 morts a l'any principalment a Llatinoamèrica.